# Яцек Зелінський
Яцек Зелінський (пол. Jacek Zieliński, нар. 10 жовтня 1967, Ґміна Вежбиця) — польський футболіст, що грав на позиції захисника. По завершенні ігрової кар'єри — тренер. Футболіст року в Польщі (1999).
Виступав, зокрема, за клуб «Легія», а також національну збірну Польщі. Учасник чемпіонату світу з футболу 2002 року, в складі «Легії» тричі чемпіон Польщі і триразовий переможець Кубка Польщі, учасник Ліги чемпіонів. У 2010—2012 роках помічник головного тренера польської збірної.

## Клубна кар'єра

### Початок кар'єри
Розпочав свою футбольну кар'єру в 1979 році в молодіжній команді «Орзель» (Вежбиця). У період з 1983 по 1985 рік він був членом першої команди Орла і грав з командою в регіональній лізі.
У 1985 році він став гравцем клубу «Іглоополь» (Дембиця) з другого за рівнем польського дивізіону з метою вийти в елітний дивізіон. Виконання цих амбіцій відбулося в сезоні 1989/90. Зелінський тоді був вже одним з найважливіших гравців команди. 28 липня 1990 року в матчі проти «Заглембе» «Іглоополь» розпочав виступати в Екстракласі. Це був також перший матч Зелінського в елітному дивізіоні, який протягом майже усього сезону 1990/91 був головним захисником команди. Перший гол у Екстракласі він забив 23 березня 1991 року в матчі проти «Олімпії» (Познань) (2:2).
Виступами в команді з Дембиці, яка тимчасово змінила назву на «Пегротур», Зелінський продовжив осіннію частину сезону 1991/92. Цей сезон був набагато менш успішний для клубу і закінчився останнім місцем у таблиці та вильотом. Зелінський, однак, врятувався від пониження у класі, оскільки вдалі виступи у першій половині сезону привернули увагу столичної «Легії», до якої він перейшов у середині сезону. У кольорах «Іглоополя» Зелінський провів у загальній складності 34 матчі та забив 1 гол.

### «Легія»
Зелінський перейшов у «Легію» під час зимової перерви сезону 1991/92. Варшавська команда, яка брала участь у півфіналі Кубка володарів кубків у минулому сезоні, цьогоріч боролася за місце в середині таблиці. Зелінський вперше зіграв за клуб 14 березня 1992 року у матчі з «Гутником» (Краків) (2:1). Він швидко завоював довіру тренера Кшиштофа Етмановича та став основним гравцем команди.
На початку сезону 1992/93 Етмановича замінив колишній тренер олімпійської збірної Польщі та володар срібної медалі на Олімпійських іграх в Барселоні Януш Вуйцик, який також довіряв Зелінському. Сезон закінчився невдало для клубу — команда зайняла перше місце, але після перевірки результатів останнього туру федерація вирішила позбавити її титулу чемпіона.
Натомість команда Зелінського була більш успішною протягом двох наступних сезонів, коли команду очолив Павел Янас. Він виграв два титули чемпіона Польщі та двічі здобув Кубок Польщі. У матчі 27 березня 1994 року проти клубу «Сярка» (Тарнобжег) Яцек забив свій перший гол у «Легії».
У сезоні 1995/96 Зелінський з командою став віце-чемпіоном Польщі та досяг чвертьфіналу Ліги чемпіонів. У наступному сезоні він знову став віце-чемпіоном Польщі, вигравши втретє у кар'єрі Кубок Польщі.
У наступні роки, незважаючи на амбіції варшавської команди, вона тривалий час лишалась без трофеїв. Тренери кілька разів змінилися, і команда була кілька разів перебудована. Незважаючи на це, Зелінський завжди був основним гравцем команди. Він також користувався повагою до товаришів по команді та фінатів. Він неодноразово отримував пов'язку капітана. Ще одне звання чемпіону Польщі було виграно лише в сезоні 2001/02, у якому через травму Зелінський зіграв лише 12 матчів. Протягом усього періоду у «Легії» він послідовно відхиляв пропозиції про трансфети він іноземних клубів.
У 2003—2004 роках він був головним захисником, але проблеми зі здоров'ям змусили його обмежувати свої виступи. Він закінчив свою професійну кар'єру через травму на початку сезону 2004/05 років.

## Виступи за збірну
7 червня 1995 року дебютував в офіційних матчах у складі національної збірної Польщі в матчі проти Словаччини.
У складі збірної був учасником чемпіонату світу 2002 року в Японії і Південній Кореї, де зіграв у останньому матчі з США (3:1).
Останній матч за збірну провів проти Італії 12 листопада 2003 року. Всього протягом кар'єри у національній команді, яка тривала 9 років, провів у формі головної команди країни 60 матчів, забивши 1 гол. Він також був капітаном збірної.

## Кар'єра тренера
Після звільнення Даріуша Кубицького восени 2004 року з посади головного тренера «Легії», Зелінський разом з Люцьяном Брихчиєм і Кшиштофом Гаварою стали виконувачами обов'язків головного тренера. Проте після того як клуб не зумів домовитись з чеським тренером Йозефом Хованецем, Зелінський став повноцінним головним тренером і працював з командою до вересня 2005 року. У першому сезоні з «Легією» команда закінчила сезон на третьому місці в чемпіонаті і досягла півфіналу Кубка Польщі. Після цього Зелінський став помічником нового головного тренера клубу Даріуша Вдовчика. 13 квітня 2007 року, після відставки Вдовчика, Зелінський знову став головним тренером «Легії». Загалом Яцек керував «Легією» у 50 офіційних матчах — 22 перемог, 13 нічиїх та 15 поразок. 3 червня 2007 року був замінений на Яна Урбана.
У наступному сезоні Зелінський очолював «Корону» (Кельце), після чого з 23 липня 2008 року по 5 квітня 2009 року він був тренером «Лехії» (Гданськ).
5 січня 2010 року він став помічником головного тренера польської збірної Францішека Смуди, з яким їздив на домашній Євро-2012. Після wього з серпня 2012 року по 26 лютого 2014 року Зелінський був тренером молодіжної збірної Польщі U-20.
З квітня 2014 року працював спортивним директором клубу «Вігри» (Сувалки), а потім в лютому 2017 року повернувся до «Легії», зайнявшись скаутською роботою. 27 березня 2017 року зайняв посаду директора Футбольної академії «Легії». До його обов'язків увійшло піклування про всебічний розвиток академії.

## Статистика
| Сезон   | Клуб                  | Ліга        | Ігор | Голів |
| ------- | --------------------- | ----------- | ---- | ----- |
| 1984/85 | «Орзель» (Вежбиця)    | ?           | ?    | ?     |
| 1985/86 | «Іглоополь» (Дембиця) | Перша ліга  | ?    | ?     |
| 1986/87 | «Іглоополь» (Дембиця) | Перша ліга  | ?    | ?     |
| 1987/88 | «Іглоополь» (Дембиця) | Перша ліга  | ?    | ?     |
| 1988/89 | «Іглоополь» (Дембиця) | Перша ліга  | ?    | ?     |
| 1989/90 | «Іглоополь» (Дембиця) | Перша ліга  | ?    | ?     |
| 1990/91 | «Іглоополь» (Дембиця) | Екстракласа | 21   | 1     |
| 1991/92 | «Іглоополь» (Дембиця) | Екстракласа | 13   | 0     |
| 1991/92 | «Легія»               | Екстракласа | 17   | 0     |
| 1992/93 | «Легія»               | Екстракласа | 28   | 0     |
| 1993/94 | «Легія»               | Екстракласа | 29   | 1     |
| 1994/95 | «Легія»               | Екстракласа | 30   | 0     |
| 1995/96 | «Легія»               | Екстракласа | 29   | 0     |
| 1996/97 | «Легія»               | Екстракласа | 29   | 3     |
| 1997/98 | «Легія»               | Екстракласа | 33   | 0     |
| 1998/99 | «Легія»               | Екстракласа | 27   | 0     |
| 1999/00 | «Легія»               | Екстракласа | 28   | 1     |
| 2000/01 | «Легія»               | Екстракласа | 20   | 1     |
| 2001/02 | «Легія»               | Екстракласа | 12   | 0     |
| 2002/03 | «Легія»               | Екстракласа | 25   | 1     |
| 2003/04 | «Легія»               | Екстракласа | 22   | 0     |
| 2004/05 | «Легія»               | Екстракласа | 0    | 0     |

## Титули і досягнення
Легія
- Чемпіон Польщі (3): 1993/94, 1994/95, 2001/02
- Володар Кубку Польщі (3): 1993/94, 1994/95, 1996/97

Індивідуальні
- Футболіст року в Польщі: 1999
- Член Клубу видатних гравців збірної
- Член Клубу 300